# 4281 Pounds
4281 Pounds је астероид главног астероидног појаса са пречником од приближно 14,6 .
Афел астероида је на удаљености од 2,736 астрономских јединица (АЈ) од Сунца, а перихел на 2,191 АЈ.
Ексцентрицитет орбите износи 0,110, инклинација (нагиб) орбите у односу на раван еклиптике 0,728 степени, а орбитални период износи 1412,713 дана (3,867 године).
Апсолутна магнитуда астероида је 13,6 а геометријски албедо 0,036.
Астероид је откривен 15. октобра 1985. године.